# 那些你们喜欢的不喜欢的我都喜欢的女孩
《那些你们喜欢的不喜欢的我都喜欢的女孩》是王啸坤于2009年的个人创作专辑，全部词曲、其中九首歌曲的制作都由其本人担任。

## 解说
这张专辑包含流行、摇滚、电子三种风格，专辑名意指不管是女孩还是音乐，都与旁人的眼光无关，只在于自己。

## 曲目
1. HELLO HONEY
2. 两湾城
3. 北京下雨了
4. 残缺的歌
5. 二楼
6. DESTINATION
7. INSIDE OUT
8. 征程
9. POP STAR
10. 果子
11. FOREVER YOUNG
12. 回家吧
13. 那些你们喜欢的不喜欢的我都喜欢的女孩